# La Première Aventure de Douglas Fairbanks Junior
Pour plus de détails, voir Fiche technique et Distribution.
La Première Aventure de Douglas Fairbanks Junior (Stephen Steps Out) est un film américain réalisé par Joseph Henabery, sorti en 1923.

## Fiche technique
- Titre original : Stephen Steps Out
- Titre français : La Première Aventure de Douglas Fairbanks Junior
- Réalisation : Joseph Henabery
- Scénario : Edfrid A. Bingham d'après le roman The Grand Cross of the Desert de Richard Harding Davis
- Photographie : Faxon M. Dean
- Société de production : Paramount Pictures
- Pays d'origine : États-Unis
- Format : Noir et blanc - 1,33:1 - Film muet
- Genre : comédie
- Durée : 60 minutes
- Date de sortie : 1923

## Distribution
- Douglas Fairbanks Jr. : Stephen Harlow Jr.
- Theodore Roberts : Stephen Harlow Sr.
- Noah Beery : Muley Pasha
- Harry Myers : Harry Stetson
- Frank Currier : Dr Lyman Black
- James O. Barrows (en) : Professeur Gilman
- Fanny Midgley : Mme Gilman
- Bertram Johns : Virgil Smythe
- George Field (en) : Osman
- Fred Warren : le Sultan
- Pat Moore : le fils du sultan